# Parunuweap Canyon Archeological District
 (juillet 2020).
Le Parunuweap Canyon Archeological District est un district historique du comté de Washington, dans l'Utah, aux États-Unis. Situé au sein du parc national de Zion, ce site archéologique anasazi est inscrit au Registre national des lieux historiques depuis le 7 novembre 1996.